# Entwas (materiaal)

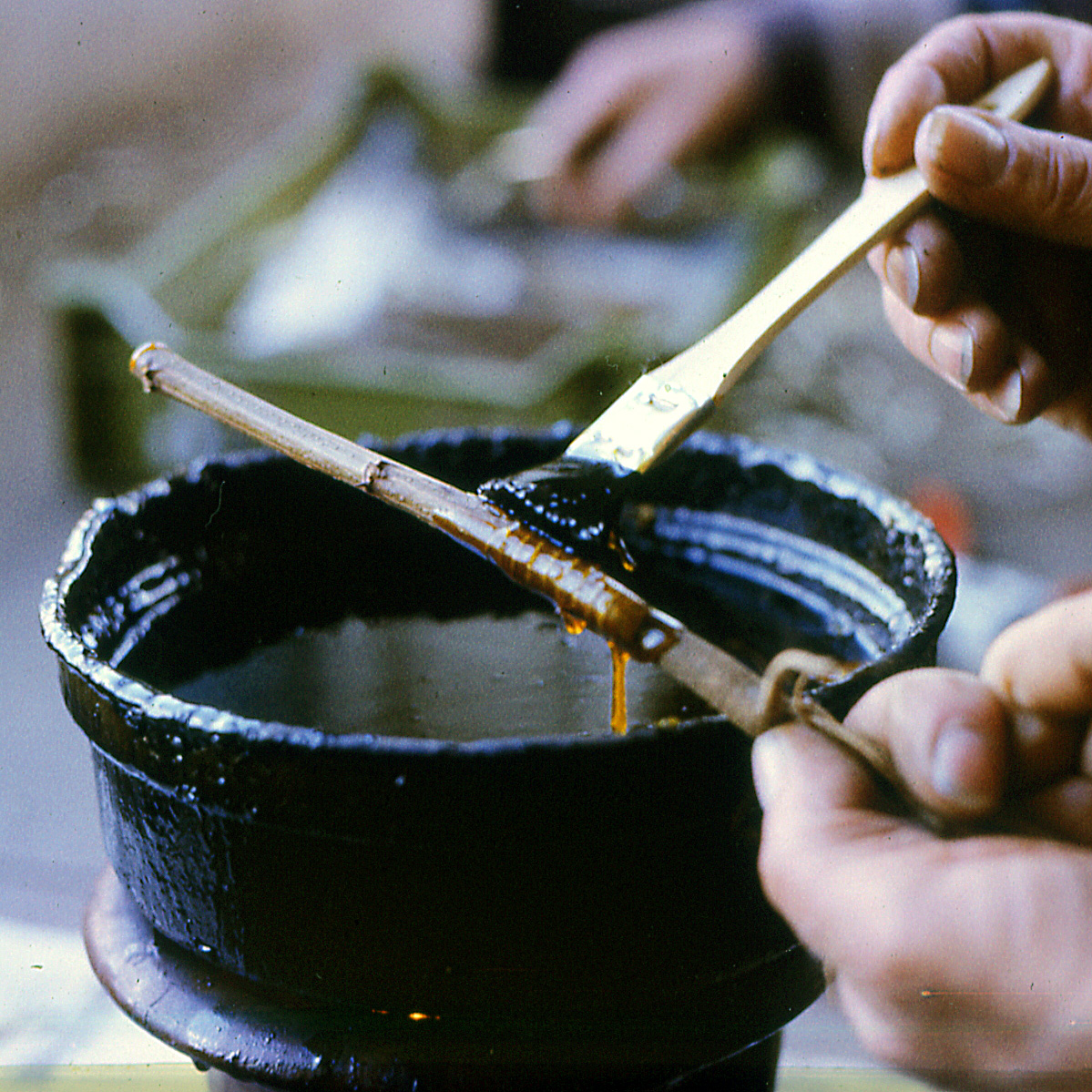
Entwas

Entwas is een materiaal dat gebruikt wordt om de openingen tussen de ent en het hout van de stam te dichten. Hierdoor wordt uitdroging voorkomen. Het kan tevens worden gebruikt om wonden te dichten en zo uitdroging en infectie te voorkomen. Het is een mengsel van onder meer colofonium en bijenwas.